# Lựu đạn Garland

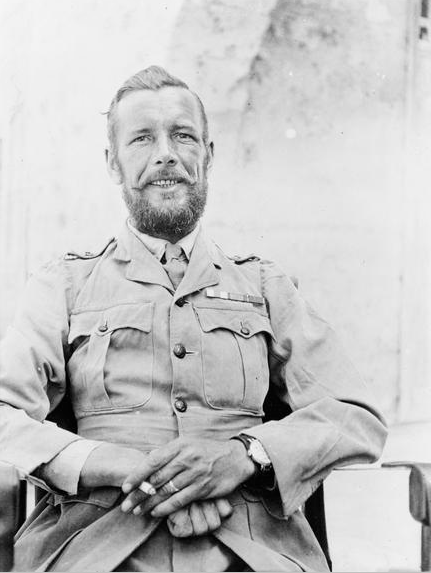
Herbert Garland vào năm 1917

Lựu đạn Garland là một loại lựu đạn và bom cối được phát triển và sử dụng bởi quân đội Đế chế Anh trong Chiến tranh thế giới thứ nhất. Nó được phát minh bởi nhà luyện kim Herbert Garland tại Thành cổ Cairo, với hơn 174.000 trái lựu đạn đã được cấp cho Lực lượng Viễn chinh Địa Trung Hải. Ngoài ra, loại lựu đạn này cũng góp mặt trong Cuộc nổi dậy của người Ả Rập. Lựu đạn Mark I tương đối thô sơ, được tạo thành từ một hộp thiếc thực phẩm chứa chất nổ với một ngòi nổ được đốt bằng que diêm. Phiên bản Mark II được làm bằng gang và có thể bắn từ súng cối tầm ngắn Garland.

## Sơ lược
Lựu đạn Garland được phát minh bởi Herbert Garland, một nhà luyện kim tiền chiến, Giám đốc Phòng thí nghiệm Chất nổ và Kho vũ khí tại Thành cổ Cairo. Garland đã phát triển lựu đạn trong năm đầu của Chiến tranh thế giới thứ nhất (1914-1918); khoảng 174.000 quả lựu đạn đã được sản xuất và cấp cho Lực lượng Viễn chinh Địa Trung Hải. Ngoài ra chúng cũng được sử dụng bởi lực lượng nổi dậy Ả Rập của T. E. Lawrence trong các cuộc tấn công vào Đường sắt Hejaz. Garland phục vụ cùng với Lawrence ở Ả Rập với tư cách là một chuyên gia chất nổ và chịu trách nhiệm cho phần lớn những thiệt hại gây ra cho hệ thống đường sắt Ottoman.

## Mark I
Phiên bản đầu tiên của lựu đạn được làm từ hộp đựng thức ăn rỗng chứa đầy thuốc nổ, dây thép gai và vỏ đạn đã qua sử dụng. Phiên bản này được kích hoạt bằng cách cho đốt thủ công kíp nổ bằng que diêm. Loại này thường được sử dụng bởi hai người, trong đó người ném sẽ cầm lựu đạn về phía sau lưng với que diêm ép vào kíp nổ. Một trợ lý sau đó sẽ quẹt que diêm vào bao diêm, rồi la lên "sẵn sàng" khi kíp nổ được đốt cháy. Người ném sau đó sẽ ném lựu đạn vào mục tiêu. Một người ném lựu đạn trong chiến dịch Gallipoli đã mô tả chúng là "không đáng tin cậy và nguy hiểm". Lựu đạn Mark I là loại lựu đạn duy nhất có sẵn cho quân đội Đế quốc Anh tại Gallipoli cho đến tháng 5 năm 1915.

## Mark II

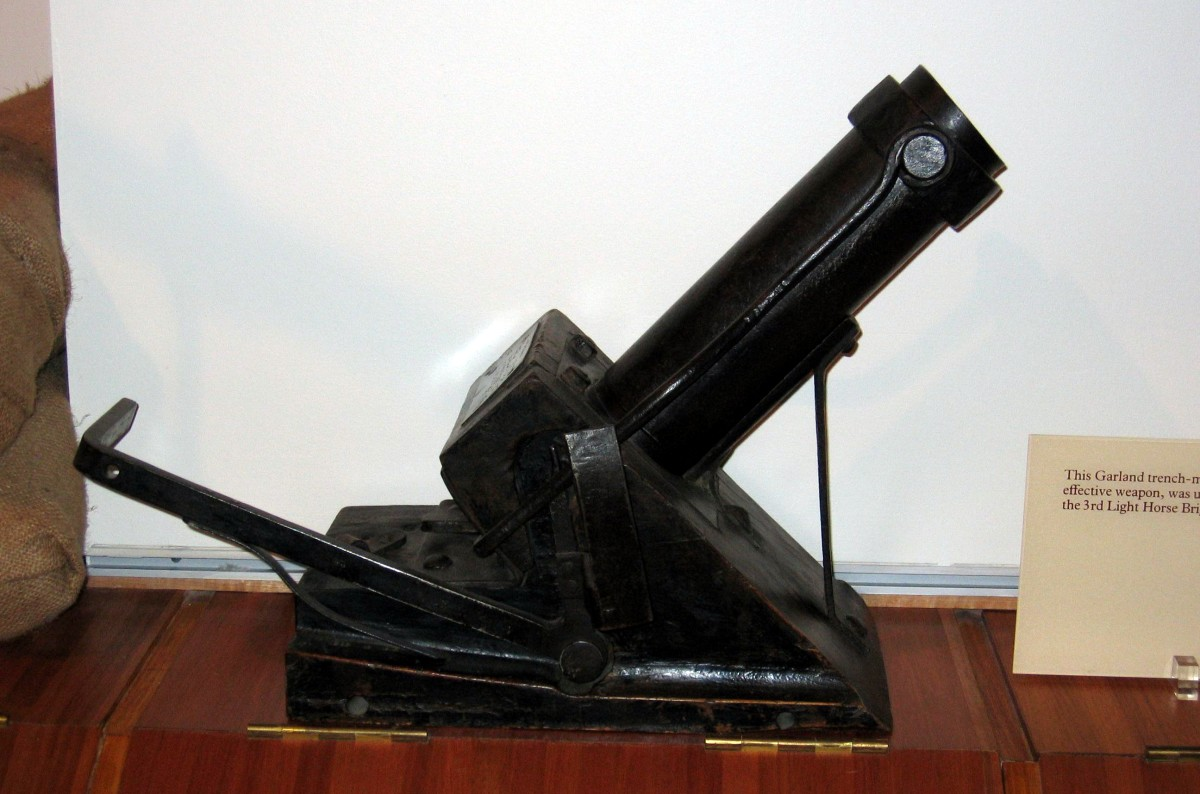
Súng cối tầm ngắn Garland có thể được sử dụng để bắn lựu đạn MkII

Phiên bản Mark II của lựu đạn Garland thường được sử dụng cùng với súng cối tầm ngắn Garland (hoặc "lựu pháo"), mặc dù chúng cũng có thể được ném bằng tay. Lựu đạn Mark II thường được đặt trong một cái hộp gang hình nấm. Khi vận chuyển, một nút bịt ngăn ngòi nổ nằm trong một ống kẽm chuyển động sẽ được kích hoạt. Khi đến trận địa, người ta tháo nút bịt ra và thay thế nó bằng một chốt vặn ren bằng đồng. Chốt sẽ được tháo ra để mở thông ngòi nổ và vặn vào mũi của quả lựu đạn, nơi nó hoạt động như một chốt kim hỏa. Khi lựu đạn chạm đất (ở phần mũi trước), thì ống kíp sẽ tác động vào chốt kim hỏa, kích hoạt cầu chì để kích nổ 3 ounce (85 g) gelignite bên trong ống kẽm, sau đó phân mảnh vỏ lựu đạn thành những mảnh đạn. Để cải thiện khả năng rơi trúng mũi trước khi lựu đạn chạm đất, một ống lót bằng vải đã được trang bị ở chân đế trong một khối gỗ rơi ra sau khi lựu đạn được ném lên trên không.